# Hrišovce
Hrišovce este o comună slovacă, aflată în districtul Gelnica din regiunea Košice. Localitatea se află la altitudinea de 475 m deasupra n.m., se întinde pe o suprafață de 7,96 km2 și în 2017 număra 312 locuitori.

## Istoric
Localitatea Hrišovce este atestată documentar din 1311.

## Demografie
| An:                | 1994 | 2004   | 2014   | 2024   |
| ------------------ | ---- | ------ | ------ | ------ |
| Număr de persoane: | 324  | 310    | 320    | 280    |
| Diferență:         |      | −4,32% | +3,22% | −12,5% |

| An:                | 2023 | 2024   |
| ------------------ | ---- | ------ |
| Număr de persoane: | 275  | 280    |
| Diferență:         |      | +1,81% |